# サイブリッジ
サイブリッジグループ株式会社は、東京都新宿区に本社を置き、インターネットサービスの運営やシステムの受託開発を行っている日本の企業である。
子会社のオールクーポンジャパン株式会社についても記述する。

## 沿革
- 2004年（平成16年） 5月25日 - 株式会社シンクマークを東京都渋谷区で設立
- 2005年（平成17年） 12月2日 - 株式会社サイブリッジに社名変更
- 2008年（平成20年） 10月10日 - バックスグループより「my派遣」を買収[1]
- 2009年（平成21年） 8月1日 - 受験掲示板サイト「ミルクカフェ」を古川健介（株式会社nanapi創業者）より譲受。
- 2010年（平成22年） 3月25日 - 株式会社バリュープレス、家入一真と共同でPR会社「プレッジ株式会社」を設立[2]。
- 2010年（平成22年） 5月 - 飲食事業を行う「株式会社ダイニングキッチン」を子会社として設立。
- 2010年（平成22年） 8月27日 - アルカーナ株式会社より「イベントフォース」を買収。
- 2010年（平成22年） 12月 - 「株式会社ピーエー」と「株式会社エルピー」を買収。完全子会社化。
- 2011年（平成23年） 1月27日 - クーポン事業を分社化しオールクーポンジャパン株式会社を設立[3]
- 2011年（平成23年） 10月7日 - 「マイミク通信簿」などのソーシャルアプリの運営を行う空飛ぶ株式会社を連結子会社化[4]
- 2011年（平成23年） 3月 - 株式会社サイブリッジを存続会社として株式会社エルピーを吸収合併。
- 2011年（平成23年） 3月 - シフト管理サービス「シフター」をワイアード株式会社から買収。
- 2011年（平成23年） 8月 - ベンチャー投資を目的として「サイブリッジベンチャーズ株式会社」を設立。
- 2012年（平成24年） 2月 - ピクシブ株式会社、どこでも株式会社と共同出資で「インマイバッグ株式会社」を設立。
- 2012年（平成24年） 5月14日 - 株式会社ミクシィより株式会社ネイキッドテクノロジーの株式を取得し完全子会社化。
- 2012年（平成24年） 7月 - Webデザインポータル「イケサイ.com」を買収。
- 2012年（平成24年） 7月 - 楽器の定額レンタルサービス「音スタ！」を開始。
- 2012年（平成24年） 11月 - スマートフォン向け決済事業を行う「株式会社コニット」の株式を取得し完全子会社化[5]。
- 2013年（平成25年） 1月 - ウェブ制作事業を行う「株式会社ユーザー・センタード・デザイン」の株式を取得し完全子会社化。
- 2013年（平成25年） 3月1日 - 広告マーケットプレイス「Pitta!」の運営を行う「株式会社デジタライズ」を連結子会社化[6]
- 2013年（平成25年） 3月 - ベトナムホーチミン市にてオフショア開発を行う「CYBRiDGE ASIA Join Stock Company」を設立。
- 2013年（平成25年） 4月 - 茨城県笠間市に太陽光発電を行う「サイブリッジソーラーパーク笠間」を開設し、再生可能エネルギー事業を開始。
- 2013年（平成25年） 8月 - キラメックス株式会社より共同購入型クーポンサイト「KAUPON」を買収。
- 2013年（平成25年） 12月3日 - 株式会社Amaziaより共同購入型クーポンサイト「GroupMall」を買収。
- 2013年（平成25年） 12月24日 - トレンダーズ株式会社より「キレナビ」事業の買収を発表[7]
- 2015年（平成27年） 6月30日 - グリー株式会社より不動産売買サイト「ietomo（いえとも）」および グリーユナイテッドライフ株式会社を買収。
- 2016年（平成28年） 1月15日 - 株式会社サイブリッジがサイブリッジグループ株式会社に商号変更し、子会社株式会社デジタライズが商号を継承して株式会社サイブリッジとなる。[8]
- 2016年（平成28年） 4月26日 - 株式会社サイブリッジがジャスダック証券取引所上場銘柄協和コンサルタンツの発行済株式5.29％を取得したとして株式大量保有報告書を提出。[9]
- 2016年（平成28年） 6月24日 - 株式会社サイブリッジが協和コンサルタンツの変更報告書を提出。7.61％を保有し筆頭株主となる。[10]
- 2016年（平成28年） 12月1日 - 株式会社サイブリッジが協和コンサルタンツの10.18%を保有し、筆頭株主及び主要株主となる。[11]
- 2018年（平成30年） 3月8日 - 株式会社サイブリッジが協和コンサルタンツの19.38％を取得したとして変更報告書を提出。[12]

## 子会社・関連会社
- オールクーポンジャパン - クーポンサイト運営（後述）
- ピーエー - ウェブサイト制作
- カンバン娘 - メディア運営
- デジタライズ - ウェブサイト構築
- ユーザー・センタード・デザイン - ウェブサイト制作
- ネイキッドテクノロジー - メディア運営
- プレッジ - PR・広報事業
- サイブリッジベンチャーズ - ベンチャーキャピタル事業
- キャリアエデュケーション - 教育関連事業
- ダイニングキッチン - 飲食事業

## オールクーポンジャパン
オールクーポンジャパン株式会社（おーるくーぽんじゃぱん）は、東京都新宿区に本社を置き、フラッシュマーケティングの運営事業を行っている企業である。

### 沿革
- 2011年1月27日 - オールクーポンジャパン株式会社を設立[13]
- 2011年8月31日 - テレビ東京ブロードバンド株式会社と資本業務提携